# São Desidério
São Desidério is een gemeente in de Braziliaanse deelstaat Bahia. De gemeente telt 32.828 inwoners (census 2022).

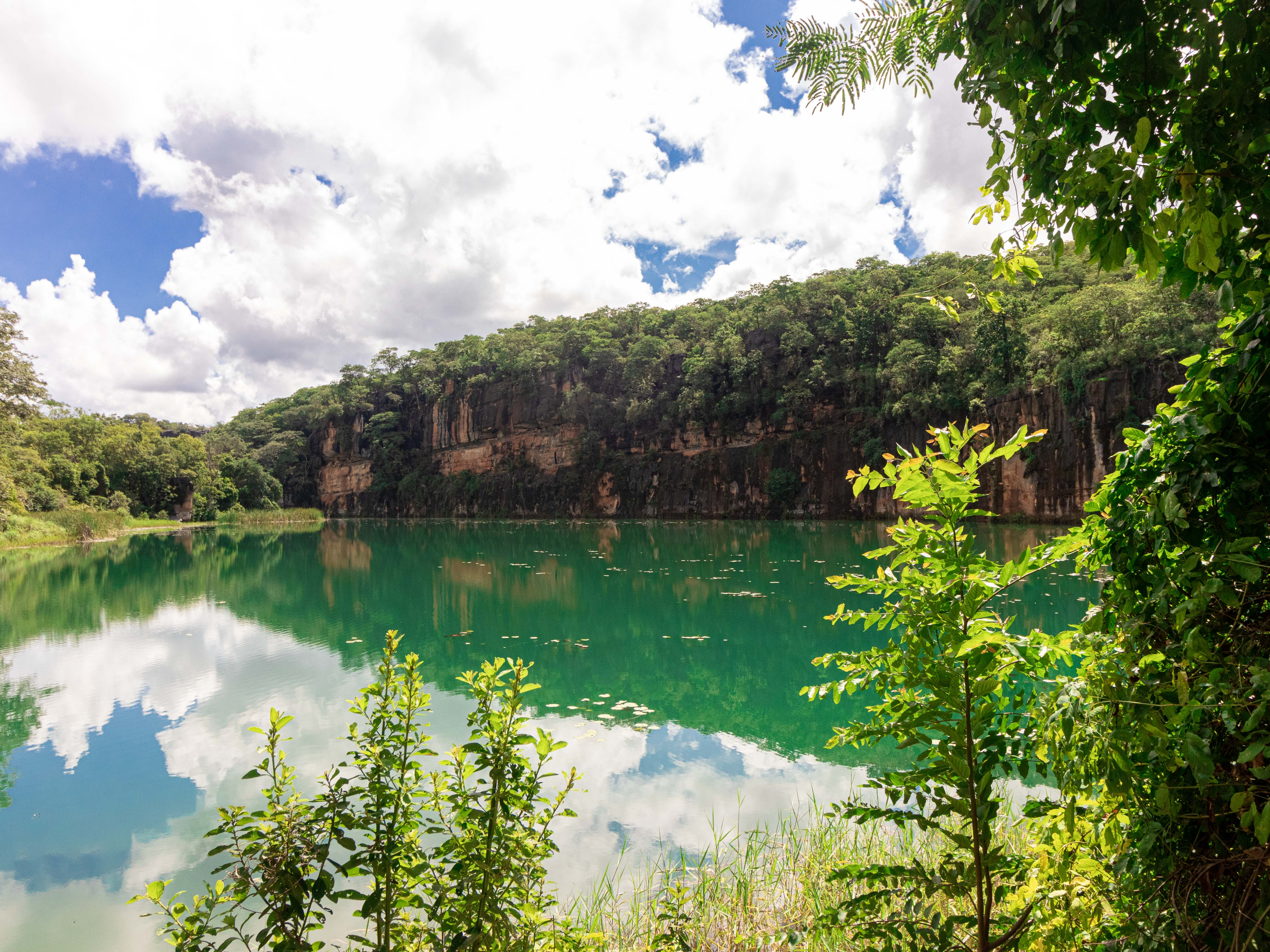
Beschermd gebied in São Desidério

## Aangrenzende gemeenten
De gemeente grenst aan Baianópolis, Barreiras, Catolândia, Luís Eduardo Magalhães, Santa Maria da Vitória en de deelstaat Tocantins.